# Seznam egiptovskih igralcev
Seznam egiptovskih igralcev.

## A
- Dawlat Abyad
- George Abyad
- Naima Akef

## C
- Youssef Chahine (režiser)

## E
- Nabila Ebeid
- Naguib el-Rihani
- Nour El-Sherif
- Laila Eloui
- Adel Emam
- Ahmed Ezz

## F
- Fakher Fakher
- Hussein Fahmy
- Abbas Fares
- Foad AlMohandess

## G
- Samia Gamal
- Alwiya Gamil

## H
- Abdel Halim Hafez
- Faten Hamama
- Hagar Hamdi
- Thoraya Helmy
- Soad Hosny (Suad Husni)

## K
- Taheyya Kariokka
- Um Kultum

## M
- Zouzou Mady
- Mary Bay Bay
- Badia Masabni
- Mahmoud el-Meliguy

## N
- Suleiman Naguib

## R
- Zaki Rostom
- Fatma Rouchdi

## S
- Zeinab Sedky
- Fouad Shafik
- Zuzu Shakeeb
- Omar Sharif
- Farid Shawki
- Sherihan

## W
- Youssef Wahbi
- Bechara Wakim (režiser)
- Abdel Waress Assar

## Y
- Khaled Youssef (režiser)
- Youssra

## Z
- Ahmad Zaki